# Baconia chilense
Baconia chilense är en skalbaggsart som först beskrevs av Ludwig Redtenbacher 1867.  Baconia chilense ingår i släktet Baconia och familjen stumpbaggar. Inga underarter finns listade i Catalogue of Life.